# あいつの季節
『あいつの季節』（あいつのきせつ）は、1969年4月6日から同年9月28日まで、TBS系列で放送されたテレビドラマ、学園ドラマ。全13話。モノクロ作品。

## 概要
原作は、1968年に映画化もされた石坂洋次郎の小説作品『だれの椅子?』。
舞台は東京・世田谷区内にあるミッションスクール「信愛高校」。菅原憲一は奥羽大学の研究室に在籍していたが、教授と対立した末に研究室を飛び出して上京し、信愛高校に生物教師として赴任。憲一は英語教師の沢村恵子の、生徒たちとディスカッションしている風景を見かけ、そこから恵子の型破りな授業ぶりに興味津々となり、恵子も憲一の素朴な性格に惹かれるようになっていく。高校生活の中で起こる様々な問題を生徒たちと若い教師たちとで解決していくなどのその様子を軽快、明朗に描いた。
菅原憲一役の渡哲也は映画『だれの椅子?』に引き続き同じ役で出演、本作がテレビドラマ初出演作となった。映画版からは三宅邦子、長浜鉄平も引き続いて出演していた。
これまで本作のソフト化はされていない。2021年1月17日からホームドラマチャンネルで、渡哲也の「レジェンド俳優特集」としてCS初となるテレビ放送が開始された。
- それから7ヶ月後の2021年の8月に、ベストフィールドから全13話が収録されたHDリマスター版のDVDが発売された。

## キャスト
- 菅原憲一：渡哲也
- 沢村恵子：栗原小巻
- 沢村耕介（恵子の父）：東野英治郎
- 沢村弓子（恵子の母）：三宅邦子
- 金沢正雄（生徒）：池田秀一
- 大石冬子（生徒、正雄の異母妹）：小野千春
- 木村秀子（生徒）：青木伸子
- 金沢英子（正雄の姉）：長谷川稀世
- 大石弥吉（正雄、冬子、英子の父）：永井智雄
- 金沢まさ子（正雄、英子の母、弥吉の妾）：丹阿弥谷津子
- 大石信子（冬子の母、弥吉の正妻）：楠田薫
- 沢村峯夫（恵子の弟）：日下部聖悦
- 平八郎：長浜鉄平
- 塚本ユミ（憲一の亡き親友の妹）：青木英美
- 木浦佑三
- 数野真理子
- 亀井和子
- 相馬幸子
- 相原巨典
- うえずみのる
- 山川ワタル
- 水戸光子
- （牧師）：三島雅夫
- 菅原ふさ江（憲一の母）：荒木道子
- 宮川綾子（校長）：村瀬幸子
- 高畠次郎（宮川校長の甥）：杉浦直樹
- ナレーション：山内雅人、篠原大作

## スタッフ
- 原作：石坂洋次郎（『だれの椅子?』より）
- プロデューサー：浅井秀剛
- 脚本：窪田篤人（全話担当）
- 監督：手銭弘喜（全話担当）
- 音楽：山本直純
- 撮影：中尾利太郎
- 照明：土田守保
- 録音：関勇次郎、宮永晋、古山恒夫、安田進
- 美術：福留八郎
- 編集：渡辺士郎、吉川泰弘、藤田未光
- 助監督：市毛克己
- 制作担当者：山口謙二
- 制作協力：森誠一
- 選曲：山川繁
- 高津映画装飾、第一衣裳、山田かつら店、アオイスタジオ
- 現像：TBS映画社
- 制作：日活株式会社、TBS

## サブタイトル
1. 1969年4月6日 「ピッケルと彼女」
2. 1969年4月13日 「野性の香り」
3. 1969年5月4日 「3人の異母姉妹」
4. 1969年5月18日 「男性もう一人」
5. 1969年6月1日 「スパークする男」
6. 1969年6月15日 「恋を公開!」
7. 1969年6月29日 「ああ! 男対おとこ」
8. 1969年7月13日 「フィアンセはわたし」
9. 1969年8月10日 「告白します!」
10. 1969年8月17日 「山小屋のふたり」
11. 1969年8月31日 「知るまい俺の心」
12. 1969年9月14日 「男ならなぜ…」
13. 1969年9月28日 「ここに愛の奇跡が」